# Semiothisa kirina
Semiothisa kirina là một loài bướm đêm trong họ Geometridae.